# 萊昂球麗魚
萊昂球麗魚，為輻鰭魚綱鱸形目隆頭魚亞目慈鯛科的其中一種，分布於非洲獅子山至賴比瑞亞的沿海河川流域，體長可達21.9公分，棲息在底中層水域，以昆蟲幼蟲、植物碎屑等為食，生活習性不明。

## 擴展閱讀
維基物種上的相關：萊昂球麗魚